# Еліас Хараламбус
Еліас Хараламбус (грец. Ηλίας Χαραλάμπους; нар. 25 вересня 1980, Йоганнесбург) — кіпрський футболіст, що грав на позиції півзахисника. По завершенні ігрової кар'єри — тренер. З 2023 року очолює тренерський штаб команди «Стяуа».
Виступав, зокрема, за клуб «Омонія», а також національну збірну Кіпру.
Триразовий чемпіон Кіпру. Чотириразовий володар Кубка Кіпру. Чемпіон Румунії (як тренер).

## Клубна кар'єра
Народився 25 вересня 1980 року в місті Йоганнесбург. Вихованець футбольної школи клубу «Омонія». Дорослу футбольну кар'єру розпочав 1999 року в основній команді того ж клубу, в якій провів шість сезонів, взявши участь у 104 матчах чемпіонату. 
Згодом з 2005 по 2014 рік грав у складі команд ПАОК, «Омонія», «Алкі», «Карлсруе СК», «Васлуй», «Докса» та «Левадіакос». Протягом цих років виборов титул чемпіона Кіпру.
Завершив ігрову кар'єру у команді АЕК (Ларнака), за яку виступав протягом 2014—2017 років.

## Виступи за збірну
У 2002 році дебютував в офіційних матчах у складі національної збірної Кіпру.
Загалом протягом кар'єри в національній команді, яка тривала 16 років, провів у її формі 69 матчів.

## Кар'єра тренера
Розпочав тренерську кар'єру відразу ж по завершенні кар'єри гравця, 2017 року, увійшовши до тренерського штабу клубу АЕК (Ларнака), де пропрацював з 2017 по 2019 рік.
Протягом тренерської кар'єри також очолював команди «Етнікос» (Ахна) та «Докса», а також входив до тренерського штабу клубу «Хатта».
З 2023 року очолює тренерський штаб команди «ФКСБ».

## Титули і досягнення

### Як гравця
- Чемпіон Кіпру (3):

«Омонія»: 2000-2001, 2002-2003, 2009-2010
- Володар Кубка Кіпру (4):

«Омонія»: 2000, 2005, 2011, 2012
- Володар Суперкубка Кіпру (3):

«Омонія»: 2001, 2003, 2010

### Як тренера
- Чемпіон Румунії (2):

«ФКСБ»: 2023-2024, 2024-2025
- Володар Суперкубка Румунії (2):

«ФКСБ»: 2024, 2025